# 小行星2158
小行星2158（2158 Tietjen）是一颗围绕太阳公转的小行星。1933年7月24日，卡爾·威廉·萊茵姆特在海德堡发现了此天体。
該小行星以德國天文學家弗里德里希·蒂特延命名。
这颗小行星的绝对星等为102.317584555742等。